# 切哈努夫省
切哈努夫省（województwo ciechanowskie）是波蘭歷史上的一個省，始於1975年。1999年1月1日被併入馬佐夫舍省。
1998年面積6,362平方公里。人口437,400人。首府切哈努夫。